# Engie Electrabel
Die Engie Electrabel S.A. mit Sitz in Brüssel ist ein belgischer Stromversorger.
Sie ist eine Tochtergesellschaft der französischen Engie. 
Electrabel war ehemals börsennotiert, ist aber seit 2007 eine 100 %-Tochter von GDF Suez. 2015 benannte sich der französische Konzern um in Engie und die Tochter in Engie Electrabel.
Electrabel bedient hauptsächlich die Benelux-Länder mit Elektrizität und Gas. Es bietet eine Leistung in verschiedenen Energiebereichen von 16 GW für rund 6 Millionen Kunden. 2008 verkaufte Electrabel 97,4 TWh elektrischen Strom und umgerechnet 72 TWh Erdgas; es war damit der größte Produzent für elektrischen Strom in den Niederlanden und Belgien, der größte Elektrizitätsversorger in Belgien und der zweitgrößte Gasversorger in Belgien.
Electrabel ist Betreiber von Kernkraftwerken, darunter das Kernkraftwerk Doel und das Kernkraftwerk Tihange in Belgien.
Daneben betreibt Electrabel die Talsperre Robertville (Kraftwerk Bévercé), Talsperre Bütgenbach und das Pumpspeicherkraftwerk Coo-Trois-Ponts in den Ardennen sowie das Gas-und-Dampf-Kombikraftwerk Eemscentrale in den Niederlanden. Electrabel verfügt über einen Erzeugungspark mit einer installierten Leistung von 31.200 Megawatt (MW), davon 18.000 MW in den Benelux-Staaten.
Das Unternehmen erzielte im Jahr 2007 mit 15.000 Mitarbeitern, davon 10.000 in den Benelux-Staaten, einen Umsatz von 15,2 Milliarden Euro. Vorstandsvorsitzender ist Jean-Pierre Hansen.

## Geschichte

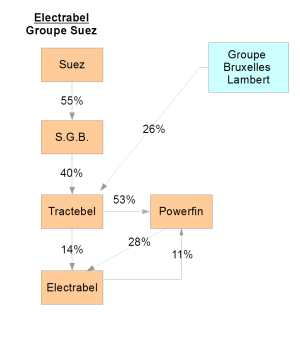
Unternehmensverflechtung im Jahre 1990

Das Unternehmen wurde ursprünglich 1905 als Société d'Électricité de l'Escaut (S.E.E.) gegründet. Der Name Electrabel entstand 1990 nach der Umstrukturierung von Intercom, Ebes und Unerg.
Für den Bereich der Kernenergie wurde 2003 eine eigene Tochterfirma namens Synatom gegründet. Diese Firma vereinbarte ihrerseits 2005 die Zusammenarbeit mit COGEMA Logistics, einer Tochterfirma von Areva.
Hauptaktionär von Electrabel wurde das französische Unternehmen Suez, das 2005 seine Anteile auf 96,7 % erhöhte. Die führte zu einem Squeeze-out der Minderheitsaktionäre am 10. Juli 2007. Im Folgejahr 2008 wurde die Firma mit Gaz de France verschmolzen. 2015 benannte sich der französische Konzern um in Engie, und die Electrabel-Tochter in Engie Electrabel für einen einheitlichen Markenauftritt.

## Deutschland
1998 wurde die Konzerntochter Electrabel Energie Deutschland AG mit Sitz in Berlin gegründet.
Im Jahre 2001 gründete die Electrabel Energie Deutschland AG mit den Stadtwerken Saarbrücken die Energie SaarLorLux mit Sitz in Saarbrücken, ein Jahr später erfolgte die Beteiligung an den Tochtergesellschaften der Stadt Gera (Energieversorgung Gera und Kraftwerke Gera) zu 49,9 Prozent.
2003 wurden alle vom Kraftwerk Gera-Nord produzierten Stromüberschüsse über die Leipziger Strombörse (EEX) sowie über bilaterale Handelsgeschäfte und den Day-ahead-Handel verkauft. 2005 sicherte sich Electrabel Energie Deutschland für den Bau von Steinkohlekraftwerken Standorte in Brunsbüttel, Stade und Wilhelmshaven, wo die erste Anlage 2012 entstehen sollte. Für den Bau von Gas- und Dampfturbinenanlagen sicherte sich Electrabel Deutschland im selben Jahr Standorte in Bayern und Sachsen-Anhalt. Die Bundesgartenschau von Gera-Ronneburg 2005 wurde von der Energie SaarLorLux mit Ökostrom (83 Prozent mit Wasserkraft aus Skandinavien gemäß RECS-Zertifikat, der Rest aus Erneuerbare Energien aus Deutschland) versorgt. 2005 erteilte das Gewerbeaufsichtsamt Oldenburg den Zuschlag für den Bau eines Steinkohlekraftwerks in Wilhelmshaven, welches von E.ON mitbetrieben werden soll.
Nach kostenintensiver Sanierung des Kraftwerk Römerbrücke in Saarbrücken in den Jahren 2004 und 2005 wurde dieses durch die eigens gegründete Tochter Electrabel Saarbrücken 2005 übernommen.
Die Electrabel Energie Deutschland wurde im Februar 2009 in GDF Suez Energie Deutschland und 2015 in Engie Deutschland AG umbenannt.